# (16560) Daitor
(16560) Daitor ist ein Asteroid aus der Gruppe der Jupiter-Trojaner. Damit werden Asteroiden bezeichnet, die auf den Lagrange-Punkten auf der Bahn des Jupiter um die Sonne laufen.
(16560) Daitor wurde am 2. November 1991 vom belgischen Astronomen Eric Walter Elst am La-Silla-Observatorium der Europäischen Südsternwarte (IAU-Code 809) entdeckt. Er ist dem Lagrangepunkt L5 zugeordnet.
Der Asteroid ist nach dem mythologischen trojanischen Helden Daitor benannt, der während des Trojanischen Krieges von Teucer, dem Halbbruder des Ajax, getötet wurde.